# Tommy B. Nilsson
Tommy B Nilsson, född 1951, är en svensk konstnär som målar i olja och akryl.
Han är representerad i flera kommuner i Skåne, Region Skåne och Skaraborgs landsting.
Tommy är numera bosatt i Norra Rörum mitt i Skåne.